# Stade Toulousain
Stade Toulousain – francuski klub rugby z siedzibą w Tuluzie, założony w 1907. Najbardziej utytułowany klub rugby w Europie i we Francji. Wielokrotny zdobywca Pucharu Heinekena i mistrz Francji. Obecnie gra w Top 14.

## Trofea
- European Rugby Champions Cup
  - zwycięzcy (6): 1995-96, 2002-03, 2004-05, 2009-10, 2020-21, 2023-24[1]
- Mistrzostwo Francji
  - zwycięzcy (25): 1911-12, 1921-22, 1922-23, 1923-24, 1925-26, 1926-27, 1947-47, 1984-85, 1985-86, 1988-89, 1993-94, 1994-95, 1995-96, 1996-97, 1998-99, 2000-01, 2007-08, 2010-11, 2011-12, 2018-19, 2020-21, 2022-23, 2023-24, 2024-25[2], 2023-24[3], 2024-25[4]
- Matra Master (Klubowe Mistrzostwa Świata):
  - zwycięzcy (2): 1986, 1990
- Challenge Yves du Manoir:
  - zwycięzcy (5): 1934, 1988, 1993, 1995, 1998
- Puchar Francji:
  - zwycięzcy (3): 1946, 1947, 1984

## Skład

### Skład w sezonie 2014/2015
Na podstawie oficjalnej strony klubu Stade Toulousain.
| Poz. |                   | Zawodnik            |
| ---- | ----------------- | ------------------- |
| Wsp  | Argentyna         | Patricio Albacete   |
| ŁM   | Francja           | Sébastien Bézy      |
| R    | Francja           | Yacouba Camara      |
| S    | Francja           | Vincent Clerc       |
| Ś    | Francja           | Yann David          |
| ŁM   | Francja           | Jean-Marc Doussain  |
| R    | Francja           | Thierry Dusautoir   |
| F    | Południowa Afryka | Schalk Ferreira     |
| Ś    | Francja           | Gaël Fickou         |
| ŁA   | Anglia            | Toby Flood          |
| M    | Nowa Zelandia     | Corey Flynn         |
| Ś    | Francja           | Florian Fritz       |
| WM   | Francja           | Gillian Galan       |
| WM   | Francja           | Imanol Harinordoquy |
| S    | Francja           | Yoann Huget         |
| F    | Samoa             | Census Johnston     |
| F    | Gruzja            | Vasil Kakovin       |
| R    | Francja           | Grégory Lamboley    |

| Poz. |                   | Zawodnik             |
| ---- | ----------------- | -------------------- |
| ŁA   | Nowa Zelandia     | Luke McAlister       |
| Wsp  | Francja           | Yoann Maestri        |
| WM   | Tonga             | Edwin Maka           |
| S    | Fidżi             | Timoci Matanavou     |
| O    | Francja           | Maxime Médard        |
| Wsp  | Francja           | Romain Millo-Chluski |
| F    | Francja           | Yohan Montès         |
| R    | Francja           | Yannick Nyanga       |
| S    | Francja           | Alexis Palisson      |
| WM   | Francja           | Louis Picamoles      |
| O    | Francja           | Clément Poitrenaud   |
| M    | Południowa Afryka | Chiliboy Ralepelle   |
| F    | Południowa Afryka | Gurthrö Steenkamp    |
| Wsp  | Samoa             | Iosefa Tekori        |
| F    | Nowa Zelandia     | Neemia Tialata       |
| M    | Francja           | Christopher Tolofua  |
| ŁM   | Południowa Afryka | Jano Vermaak         |

### Byli zawodnicy
Byli zawodnicy Stade Toulousain, którzy wystąpili w co najmniej 30 meczach w reprezentacji Francji:
- Thomas Castaignède
- Jean-Baptiste Elissalde
- Cedric Heymans
- Yannick Jauzion
- Frederic Michalak
- Fabien Pelous
- Jean-Baptiste Poux
- William Servat

Byli zawodnicy Stade Toulousain, którzy występowali w reprezentacjach innych niż francuska:
| Anglia            | Rob Andrew, Nigel Horton                                                                      |
| Argentyna         | Alberto Vernet Basualdo, Omar Hasan, Nicolás Vergallo                                         |
| Australia         | Luke Burgess                                                                                  |
| Fidżi             | Rupeni Caucaunibuca, Vilimoni Delasau, Maleli Kunavore                                        |
| Gruzja            | Akvsenti Giorgadze                                                                            |
|                   | Trevor Brennan, Aidan McCullen                                                                |
| Nowa Zelandia     | Carl Hoeft, Byron Kelleher, Slade McFarland, Isitolo Maka, Michael O’Callaghan, Lee Stensness |
| Południowa Afryka | Gary Botha, Gaffie du Toit, Daan Human, Dugald MacDonald, Pieter Muller, Shaun Sowerby        |
| Tonga             | Manu Ahotaeiloa                                                                               |
| Walia             | Gareth Thomas                                                                                 |
| Włochy            | Andrea Lo Cicero, Salvatore Perugini                                                          |

## Trenerzy

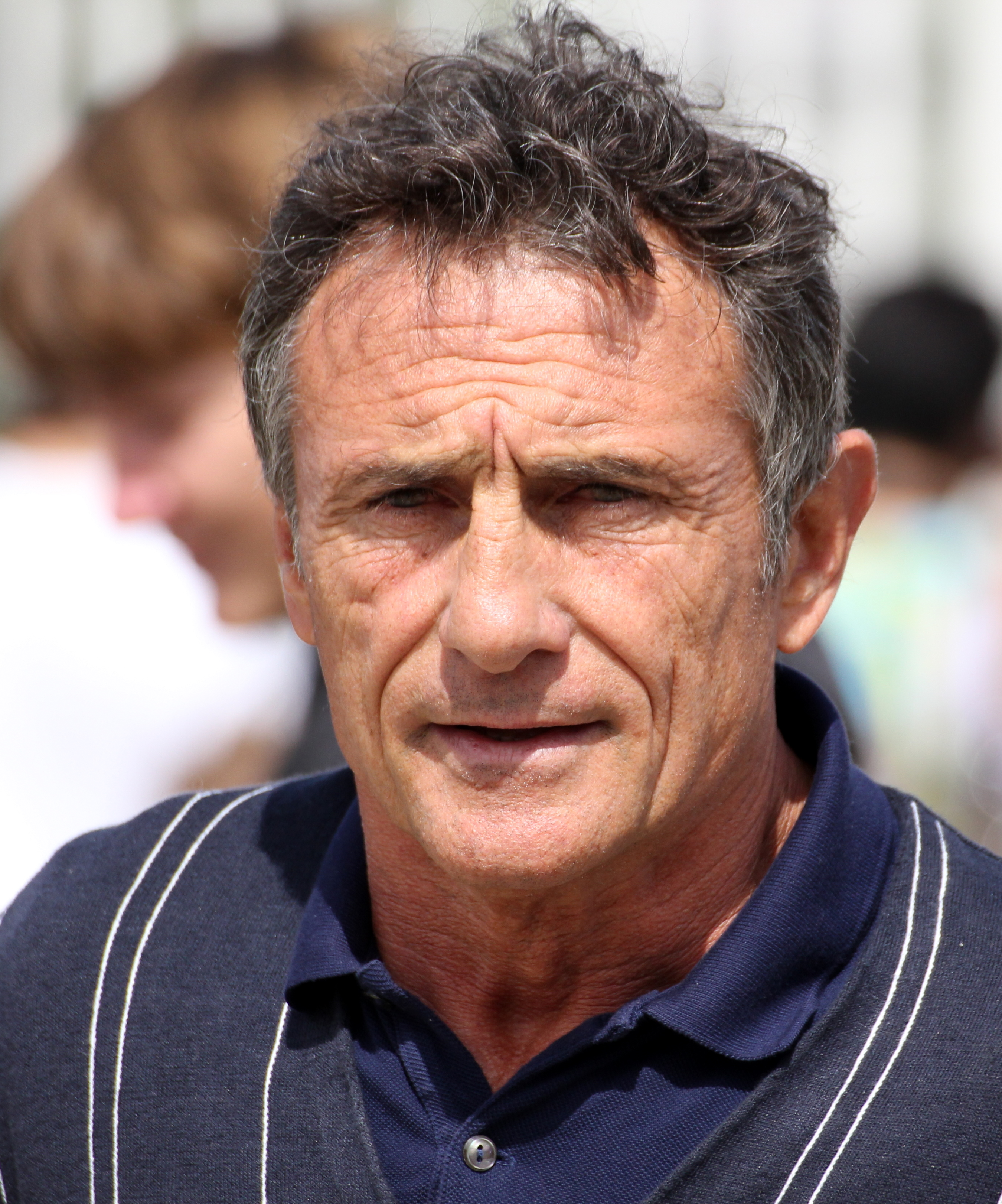
Guy Novès

- Guy Novès – trener główny (od 1993 roku)[8]
- Jean-Baptiste Elissalde – trener formacji ataku (od 2010 roku)[9]
- William Servat – trener formacji młyna (od 2012 roku)[10]

## Prezesi
- Henri Cazaux: 1954–1957
- André Brouat: 1964–1966
- Henri Fourès: 1966–1973
- Henri Cazaux: 1974–1980
- Jean Fabre: 1980–1989
- Jean-René Bouscatel: 1992–

## Fankluby
Na podstawie oficjalnej strony klubu Stade Toulousain.
- Le Huit
- Le Huit – section Aveyron
- Le Huit de Paris
- L'amicale des Supporters
- Tolosa XV
- Le 16ème Homme
- 16ème Homme Corrèze
- 16ème Homme – Toulousains 2 Paris
- L'Ovalie Toulousain
- Le Rouge et Noir
- Les Rouges et Noirs de Picardie